# ZOOROPA
『ZOOROPA』 （ズーロッパ） は、アイルランドのロックバンド、U2のアルバムである。1994年のグラミー賞において最優秀オルナタティヴ・ミュージック・アルバム受賞。

## 概要
Zoo - TVツアーの3rdレグが終わった後、4thレグが始まるまでの半年間の休暇を利用して、エッジ主導で作ったアルバムで、当初、EPの予定だったが、やがてフルアルバムに発展した。が、４thレグが始まっても完成させることができず、ツアーが始まった後はライブ会場とダブリンを行ったり来たりするハードスケジュールをこなして完成させた。フラッド、イーノと並んでエッジがプロデューサーに名を連ねている（ラノワはソロアルバムのレコーディングのために不参加）。
アルバムの構想自体は1992年のツアー中に寝られ、ロビー・アダムスと一緒にセッションをしていた。3rdレグが終わってダブリンに戻るとThe Factoryというスタジオを作ってセッションが続けられ、フルアルバムに発展すると確信を抱くと、ロビー・アダムス主導のThe Factoryとフラッド主導のウィンダムヒル・レーン・スタジオにレコーディングが分割され、イーノも加わってレコーディングが行われた。そして結局20曲ほどの曲ができあがり、収録曲を選択してアルバムは完成した。
前作『アクトン・ベイビー』で開眼したテクノロジー路線の第2弾といえる作品で、実験的な色合いがさらに濃厚になっている。タイトルの"Zooropa"とは、動物園（Zoo）とギリシア神話の女性人物エウロパ（Europa）をかけた造語。
「レモン」はライブのキーナンバーとなり、後のPOP MARTツアーのセットには巨大な「レモン型宇宙船」が登場する。「ステイ（ファラウェイ、ソー・クロース!）」はヴィム・ヴェンダース監督の映画『時の翼にのって/ファラウェイ・ソー・クロース!』の主題歌。「ザ・ワンダラー」にはカントリー/ロック歌手の大御所、ジョニー・キャッシュがリード･ヴォーカルで参加している。
なお時間的制約がある中で制作したということで、ジャケットのデザインも『Achtung Baby』からの流用で、分割した写真の上に彷徨えるソビエトの宇宙飛行士とユーロの旗と紫色で曲のタイトルが入ったものになっている。この曲のタイトルの部分には、最終的にアルバムに収録されなかった「Wake Up Dead Man」「Hold Me, Thrill Me, Kiss Me, Kill Me」「If You Wear That Velvet Dress」の文字が入っている。

## 収録曲

### 楽曲一覧
| 全作曲: U2。 |                                                              |           |            |              |      |
| #            | タイトル                                                     | 作詞      | 作曲・編曲 | 作詞         | 時間 |
| 1.           | 「Zooropa」                                                  |           | U2         | ボノ         | 6:31 |
| 2.           | 「ベイビーフェイス」                                         |           | U2         | ボノ         | 4:01 |
| 3.           | 「ナム」                                                     |           | U2         | エッジ       | 4:20 |
| 4.           | 「レモン」                                                   |           | U2         | ボノ         | 6:58 |
| 5.           | 「ステイ (ファラウェイ、ソー・クロース!)」                   |           | U2         | ボノ         | 4:58 |
| 6.           | 「ダディーズ・ゴナ・ペイ・フォー・ユア・クラッシュト・カー」 |           | U2         | ボノ         | 5:20 |
| 7.           | 「サム・デイズ・アー・ベター・ザン・アザーズ」               |           | U2         | ボノ         | 4:17 |
| 8.           | 「ファースト・タイム」                                       |           | U2         | ボノ         | 3:45 |
| 9.           | 「ダーティ・デイ」                                           |           | U2         | ボノ、エッジ | 5:24 |
| 10.          | 「ザ・ワンダラー」(starring ジョニー・キャッシュ)            |           | U2         | ボノ         | 5:41 |
| 合計時間:    | 合計時間:                                                    | 合計時間: | 51:15      |              |      |

### 楽曲解説
- ベイビーフェイス - Babyface
スーパーモデルたちとの付き合いの中で生まれた曲で、テーマは、欲望、覗き趣味、イメージ、セレブ、そしてテクノロジー。またテレビ放映された録画映像でを見た有名な女性に取り憑かれた男の曲でもある。ボノ曰く「これはいかにして人々がイメージと戯れてるかについて歌った曲だ。イメージを通して他人理解し、その実、自分が支配されているのに、そのことに気づかずに、機械を操って、ある種のパワーを得ていると信じ込んでいる人々を描いたものだ」とのこと。[3]Zoo TVツアーで5回演奏されたが、演奏が困難ということで、早々とセトリから消えた。
- ダディーズ・ゴナ・ペイ・フォー・ユア・クラッシュト・カー - Daddy's Gonna Pay For Your Crashed Car
ボノ曰くインダスリアル・ブルーズ[4]。デヴィッド・ボウイが、自分を騙した麻薬の売人の車に何度も自分の車を突っ込んだという嘘か真か分からない経験をもとに書いた「Always Crashing In The Same Car」という曲が元ネタ。この曲のテーマについて、ボノは依存症とヘロイン中毒と述べているが、エッジによれば、依存症全般とのこと。[3]
レーニンが好きだったというAlexandrov Ensemble（赤軍所属の合唱団・演奏団）の「Есть на Волге Утес」、MC 900 Ft. Jesusというアメリカのヒップホッパーの「The City Sleeps」、A Tribe Called Questの「Skypager」がサンプリングされている。またZoo-TVでイントロのファンファーレの後に挿入されるオペラはAleksandr Vedernikovの「Dubinushka」。
ピーター・グリーナウェイ監督の1996年のイギリス映画『枕草子』の劇中に使われているが、 サントラには収録されていない。
- サム・デイズ・アー・ベター・ザン・アザーズ - Some Days Are Better Than Others
『Zooropa』収録曲で唯一ライブで演奏されたことがない曲。『Milky Money』というゴールデン・ラズベリー賞・最低脚本賞にノミネートされた1994年のアメリカ映画に使われた。サントラはリリースされていない。
- ザ・ファースト・タイム - The First Time
元はアル・グリーンのために作った曲[4]で、新約聖書ルカの福音書15章の放蕩息子の話をモチーフに、信仰を失ったことをテーマにしている。イーノのお気にりの曲。Veritgoツアーで初めてライブで演奏された。
- ダーティ・デイ - Dirty Day
父親と息子の関係を歌った曲。タイトル以下、「I don't know you and you don't know the half of it」「 No blood is thicker than ink」「 Nothing's as simple as you think」「It won't last kissing time」といった歌詞はボノの父親ボブ・ヒューソンの口癖。また「these days, days, days run away like horses over the hill」というフレーズはチャールズ・ブコウスキーの詩からの引用。[1]
『Pop』収録の「Please」のシングルに Butch VigとDuke Eriksonによる「Junk Day mix」と「Bitter Kiss mix」が収録されている。

## 評価

### イヤーオブ
- 1993年ローリングストーン年間ベストアルバム第2位[5]
- 1993年ローリングストーン読者が選ぶ年間ベストアルバム第1位[6]
- 1993年ヴィレッジ・ボイスPazz＆Jopアルバムリスト第9位[7]
- 1993年Qマガジン年間ベストアルバム[8]
- 1993年セレクト年間ベストアルバム第25位[9]
- 1993年フェイス年間ベストアルバム第6位[10]
- 1993年エンターテインメント・ウィークリー（US）年間ベストアルバム第1位[11]
- 1993年アイ・ウィークリー（カナダ）年間ベストアルバム第28位[12]
- 1994年グラミー賞最優秀オルタナアルバム賞
- 1994年「The Book of Rock Lists」が選ぶジャケットが優れたアルバム75第59位[13]

### オールタイム
- 1995年Qマガジンが選ぶ人生のアルバム100[14]
- 1998年ヴァージンが選ぶオールタイムベストアルバム1000第176位[15]
- 1998年Qマガジン読者が選ぶベストアルバム100第90位[16]
- セレクトが選ぶ９０年代ベストアルバム100第59位[17]
- 2000年ヴァージンが選ぶオールタイムベストアルバム1000第247位[18]
- 2002年ローリングストーン読者が選ぶトップ100アルバム第69位[19]
- 2011年Qマガジンが選ぶ人生のアルバム250第269位[20]